# 3341
「3341」（さんさんよんいち）は、2018年10月 - 11月に、NHKの音楽番組『みんなのうた』で放送された楽曲。作詞・作曲：坂口有望、編曲：岡部晴彦、歌：坂口有望。

## 概要
当時高校3年生のシンガーソングライター坂口有望が、卒業後離れてしまった10代の女性2人の心境を儚く歌った青春ソング。タイトルは「さみしい」という意味で、坂口は興味を持ってもらうようにあえて数字読みを使った。
『みんなのうた』で放送されたアニメーションは4回目の登板となるアダチマサヒコが担当。2人の少女が登場し、2つのコマがそれぞれの視点で描かれて、物語を展開していく。